# 塔什塔戈爾區

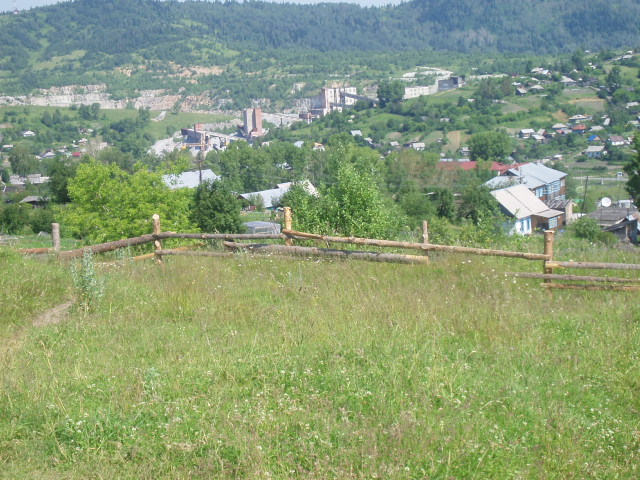

52°46′00″N 87°52′00″E / 52.7667°N 87.8667°E
塔什塔戈爾區（俄语：Таштагольский район），是俄羅斯的一個區，位於該國南部，由科麥羅沃州負責管轄，面積11,383平方公里，2010年人口31,895，人口密度每平方公里2.8人。